# Socialistes Valencians Independents
Socialistes Valencians Independents (Socialistas Valencianos Independientes) (SVI) fue un grupo político valenciano surgido de las cenizas del Partit Socialista Valencià hacia 1971. El formaban un total de 13 personas, entre ellas Ernest Lluch, Ricard Pérez Casado,  Vicent Garcés, Alfons Cucó y Joan Francesc Mira, entre otros. En 1975 se integraron en Convergència Socialista del País Valencià.
- Datos: Q599770